# Leptostylis profunda
Leptostylis profunda är en kräftdjursart som beskrevs av Jones 1969. Leptostylis profunda ingår i släktet Leptostylis och familjen Diastylidae.
Artens utbredningsområde är Tasmanhavet. Inga underarter finns listade i Catalogue of Life.